# Дарбаза (Жуалинський район)
Дарбаза́ (каз. Дарбаза) — село у складі Жуалинського району Жамбильської області Казахстану. Входить до складу Білікольського сільського округу.
Населення — 150 осіб (2021; 174 у 2009, 213 у 1999, 400 у 1989).